# Unterseeboot 358
Le Unterseeboot 358 (ou U-358) est un sous-marin allemand (U-Boot) de type VII.C utilisé par la Kriegsmarine (marine de guerre allemande) pendant la Seconde Guerre mondiale.

## Construction
L'U-358 est un sous-marin océanique de type VII C. Construit dans les chantiers de Flensburger Schiffbau-Gesellschaft à Flensbourg, la quille du U-358 est posée le 25 juin 1940 et il est lancé le 30 avril 1942. L'U-358 entre en service trois mois et demi plus tard.

## Historique
Mis en service le 15 août 1942, l'Unterseeboot 358 et son équipage effectuent leur formation à Danzig sous les ordres de l'Oberleutnant zur See, puis, à partir du 1er janvier 1943, Kapitänleutnant Rolf Manke au sein de la 8. Unterseebootsflottille jusqu'au 31 janvier 1943, puis l'U-358 intègre sa formation de combat dans la 7. Unterseebootsflottille à la base sous-marine de Saint-Nazaire.
L'Unterseeboot 358 effectue cinq patrouilles, toutes sous les ordres du Kapitänleutnant Rolf Manke, dans lesquelles il coule quatre navires marchands ennemis pour un total de 17 753 tonneaux et un navire de guerre ennemi de 1 192 tonnes, au cours de ses 246 jours en mer.
Pour sa première patrouille, l'U-358 appareille de Kiel le 12 janvier 1943. Après trois jours en mer, il arrive à Kristiansand le 14 janvier 1943. Deux jours plus tard, il reprend la mer. Après 52 jours de patrouilles et deux navires marchands ennemis coulés pour un total de 9 677 tonneaux, il arrive le 8 mars 1943 à Saint-Nazaire.
Au cours de sa deuxième patrouille, parti de Saint-Nazaire le 11 avril 1943, l'U-358 subit le 5 mai 1943 une attaque au sud du Cap Farvel, au Groenland à la position géographique de 54° 56′ N, 43° 44′ O par des charges de profondeur lancées de  la corvette britannique HMS Pink lui infligeant de graves dommages. Initialement, les Alliés pensaient avoir ainsi coulé l'U-192.
Sa cinquième patrouille commence le 14 février 1944, de Saint- Nazaire. Le 29 février 1944, l'U-358 est pris en chasse par les frégates britanniques HMS Gould, HMS Affleck, HMS Gore et HMS Garlies dans l'Atlantique Nord au nord des Açores. Le 1er mars 1944, l'U-358 est coulé à la position géographique de 45° 46′ N, 23° 16′ O par des charges de profondeur lancées de ces navires. 
50 des 51 membres d'équipage meurent dans cette attaque.

## Affectations
- 8. Unterseebootsflottille à Danzig du 15 août 1942 au 31 janvier 1943 (entrainement).
- 7. Unterseebootsflottille à Saint-Nazaire du 1er février 1943 au 1er mars 1944 (service actif).

## Commandements
- Oberleutnant zur See, puis Kapitänleutnant Rolf Manke du 15 août 1942 au 1er mars 1944

## Patrouilles
|       | Commandant        | Départ          | Départ        | Arrivée            | Arrivée       | Jours     | Succès   |
| ----- | ----------------- | --------------- | ------------- | ------------------ | ------------- | --------- | -------- |
| 1     | Kptlt. Rolf Manke | 12 janvier 1943 | Kiel          | 14 janvier 1943    | Kristiansand  | 3 jours   |          |
| →     | Kptlt. Rolf Manke | 16 janvier 1943 | Kristiansand  | 8 mars 1943        | Saint-Nazaire | 52 jours  | 9 677    |
| 2     | Kptlt. Rolf Manke | 11 avril 1943   | Saint-Nazaire | 15 mai 1943        | Saint-Nazaire | 35 jours  | 8 076    |
| 3     | Kptlt. Rolf Manke | 10 juin 1943    | Saint-Nazaire | 1er septembre 1943 | Saint-Nazaire | 84 jours  |          |
| 4     | Kptlt. Rolf Manke | 23 octobre 1943 | Saint-Nazaire | 16 décembre 1943   | Saint-Nazaire | 55 jours  |          |
| 5     | Kptlt. Rolf Manke | 14 février 1944 | Saint-Nazaire | 1er mars 1944      | Coulé         | 17 jours  | 1 192    |
| Total | Total             | Total           | Total         | Total              | Total         | 246 jours | 18 945 t |

Note : Kptlt. = Kapitänleutnant 

### Opérations Wolfpack
L'U-358 a opéré avec les Wolfpacks (meute de loups) durant sa carrière opérationnelle:
1. Haudegen (27 janvier 1943 - 2 février 1943)
2. Nordsturm (2 février 1943 - 9 février 1943)
3. Haudegen (9 février 1943 - 15 février 1943)
4. Taifun (15 février 1943 - 20 février 1943)
5. sans nom (15 avril 1943 - 18 avril 1943)
6. Specht (19 avril 1943 - 4 mai 1943)
7. Fink (4 mai 1943 - 6 mai 1943)
8. Schill (2 novembre 1943 - 16 novembre 1943)
9. Schill 1 (16 novembre 1943 - 22 novembre 1943)
10. Weddigen (22 novembre 1943 - 7 décembre 1943)
11. Preussen (22 février 1944 - 1er mars 1944)

## Navires coulés
L'Unterseeboot 358 a coulé quatre navires marchands ennemis pour un total de 17 753 tonneaux et un navire de guerre ennemi de 1 192 tonnes au cours des cinq patrouilles (246 jours en mer) qu'il effectua.
| Date            | Nom du navire     | Nationalité | Tonnage | Convoi | Fait  |
| --------------- | ----------------- | ----------- | ------- | ------ | ----- |
| 22 janvier 1943 | Neva              | Suède       | 1 459   | UR-59  | Coulé |
| 26 janvier 1943 | Nortind           | Norvège     | 8 221   | HX-223 | Coulé |
| 5 mai 1943      | Bristol City      | Royaume-Uni | 2 864   | ONS-5  | Coulé |
| 5 mai 1943      | Wentworth         | Royaume-Uni | 5 212   | ONS-5  | Coulé |
| 1er mars 1944   | HMS Gould (K 476) | Royaume-Uni | 1 192   |        | Coulé |
| Total :         | Total :           | Total :     | 18 945  |        |       |

### Source et bibliographie
- (en) Cet article est partiellement ou en totalité issu de l’article de Wikipédia en anglais intitulé « German submarine U-358 » (voir la liste des auteurs).
- Chris Bishop, historien militaire (trad. de l'anglais par Christian Muguet), Les sous-marins de la Kriegsmarine : 1939-1945 : le guide d'identification des sous-marins [« The spellmount submarine identification guide : Kriegsmarine U-boats 1939-1945 »], Paris, Éd. de Lodi, 2008, 192 p. (ISBN 978-2-84690-327-1, OCLC 470721805, BNF 41298980)